# 안형준 (배우)
안형준(1981년 5월 6일 ~ )은 대한민국의 배우이다.

## 학력
- 경문대학 모델학과

## 드라마
- 2001년 시트콤 《멋진 친구들 2》
- 2002년 시트콤 《잘난 걸 어떡해》
- 2003년 드라마 《스무살》
- 2009년 《기담전설2》 - 형준 역
- 2012년 《각시탈》 - 가츠야마 준 역

## 영화
- 2002년 《성냥팔이 소녀의 재림》 - 희미 친구 역
- 2002년 《품행제로》 - 단군파 역
- 2004년 《늑대의 유혹》 - 김대한 역
- 2005년 《깃》
- 2005년 《잠복근무》 - 배두상파 조직원 역
- 2016년 《스플릿》 - 민수 역

## 예능
- 2001년 《테마쇼 환상특급》
- 2013년 《우리동네 예체능》